# Cathédrale de Bolzano

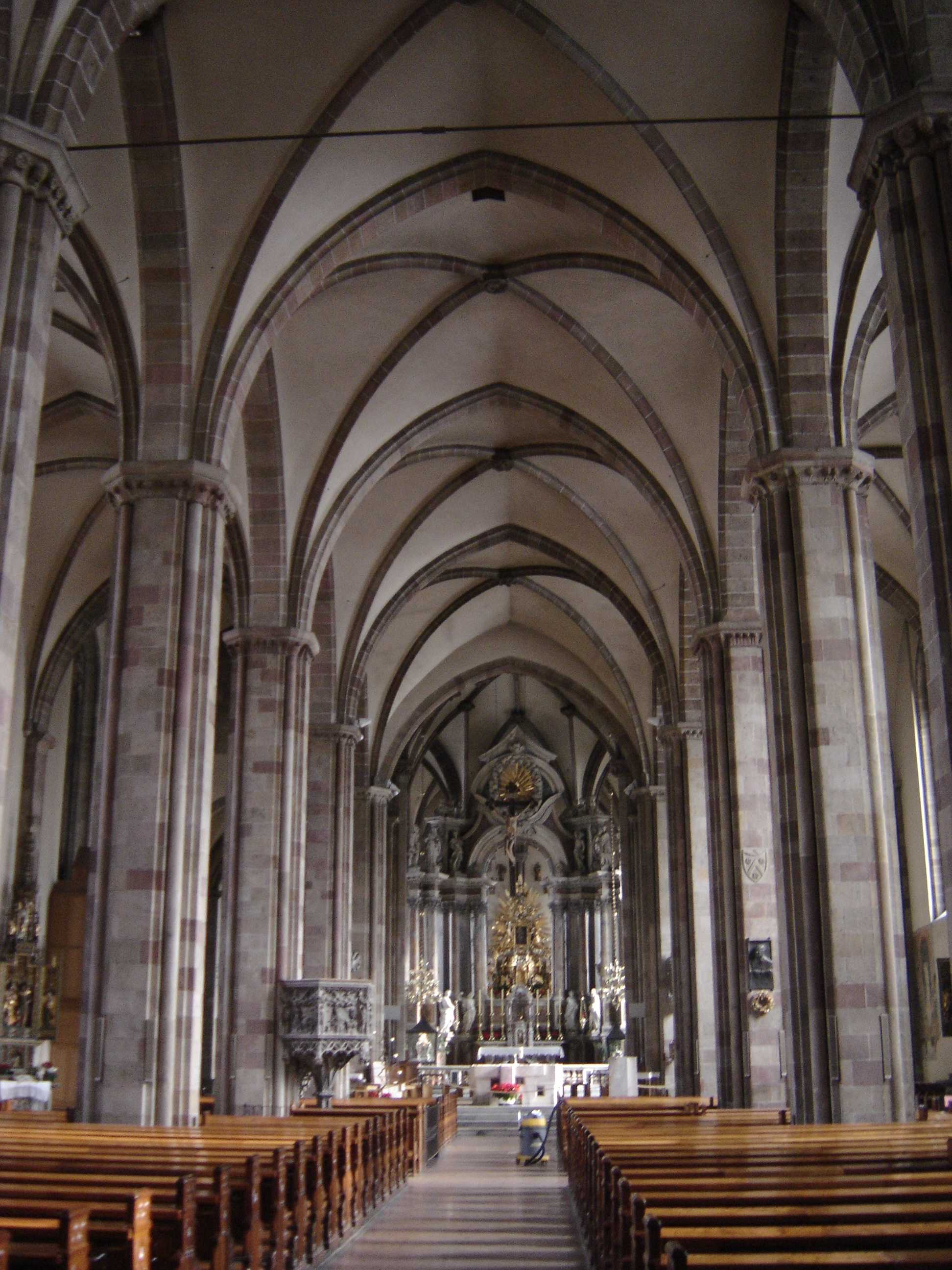
Intérieur de la nef.

La cathédrale de Bolzano (en allemand : Dom zu Bozen ; en italien : duomo di Bolzano), dédiée à Sainte Marie de l’Assomption, est l'église la plus importante de la ville de Bolzano dans le nord de l'Italie ; elle est co-cathédrale du diocèse de Bolzano-Bressanone. Elle est appelée localement Cattedrale di Santa Maria Assunta ou Dom Maria Himmelfahrt ; en allemand on l’appelle aussi Bozner Dom ou Stadtpfarrkirche Bozen ou encore Propsteipfarrkirche Bozen. 

## Histoire
À l'automne 1948, au cours de la restauration de la cathédrale de Bolzano gravement endommagée par les bombardements alliés de 1944, on a découvert sous son dallage les fondations de trois autres églises, qui dataient du IVe siècle au XIIe siècle ainsi qu’une pierre tombale avec une inscription de l’époque romaine. 

### La basilique paléochrétienne:IVesiècle
Les fondations de la plus ancienne église remontent au IVe siècle et elle était consacrée probablement à Vigile de Trente, puisqu’un grand nombre d'églises paléochrétiennes des alentours lui étaient dédiées. L'édifice avait un plan rectangulaire, était longue de 38 mètres et large de 14, et était divisée en trois parties grâce à des murs mitoyens. Les murs latéraux de l'église étaient pourvus de 8 contreforts. La basilique avait été édifiée selon la typologie des constructions orientales, répandue dans la zone du Noricum, province romaine correspondant environ à l'actuelle Autriche, et dans la zone d'Aquilée, à laquelle la basilique en question faisait référence. La basilique avait dans sa partie occidentale un atrium, où peut-être était placé un bénitier, et possédait un banc presbytéral. Il s’agissait d’une construction circulaire placée près de l'autel où les prêtres pouvaient prendre place. Près de la basilique existait un petit cimetière, comme en témoigne la pierre tombale de « Secundus Regontius », remontant au IIIe siècle. Celui-ci est le premier habitant de Bolzano dont on connaisse le nom. Par la suite, vers les VIe-VIIe siècles, l'église fut restructurée, comme en témoigne le remplissage des murs laissés vides des contreforts.

### L'église du haut Moyen Âge:VIIIesiècle
En creusant sous le dallage on a découvert un mur légèrement plus long qui remontait à l’époque carolingienne. De cette époque, il ne reste pas seulement un mur, mais aussi cinq fragments de peinture pariétale, représentant des visages tournés en prière. Cette découverte fait pressentir qu'après les invasions barbares la nouvelle population de Bolzano, qui en partie s'était installée à Virgolo/Virgl, dès 679 siège d'un comte bavarois (au témoignage de Paul Diacre, s’est installée de façon stable dans cette cuvette, constituant ainsi un petit village pré-urbain autour du pont sur le fleuve Isarco/Eisack.

### La première église médiévale:XIe-XIIesiècle
On a découvert les fondations d'une église médiévale, avec un plan vraiment particulier : en effet, cette église n’avait qu’une file de colonnes, de sorte qu’elle possédait deux nefs asymétriques. Cet édifice avait une tour puissante et des murs de grande épaisseur, peut-être pour la protéger des inondations de l'Isarco, fréquentes et violentes. L'église était de style roman et la façade est encore visible : en effet, si l’on observe, on remarque que sur les côtés de la rosace gothique se trouvent deux fenêtres avec arc en plein cintre, typiques du style roman. Dans la chapelle de l'abside de l'église actuelle, on conserve une petite statue de la Madone en train d’allaiter l’Enfant-Jésus et qui remonte au XIIe siècle : selon la légende, un charretier de Bolzano, qui revenait de Bronzolo, a trouvé cette petite statue sur le bord d'un marécage, où par la suite a été érigée l'église initialement dédiée en propre à la « Madone du marécage » (Maria im Moos - les marécages de l'Isarco dans cette zone ont été asséchés au cours des siècles).

### L'église de style gothique tardif:XVe-XVIesiècle

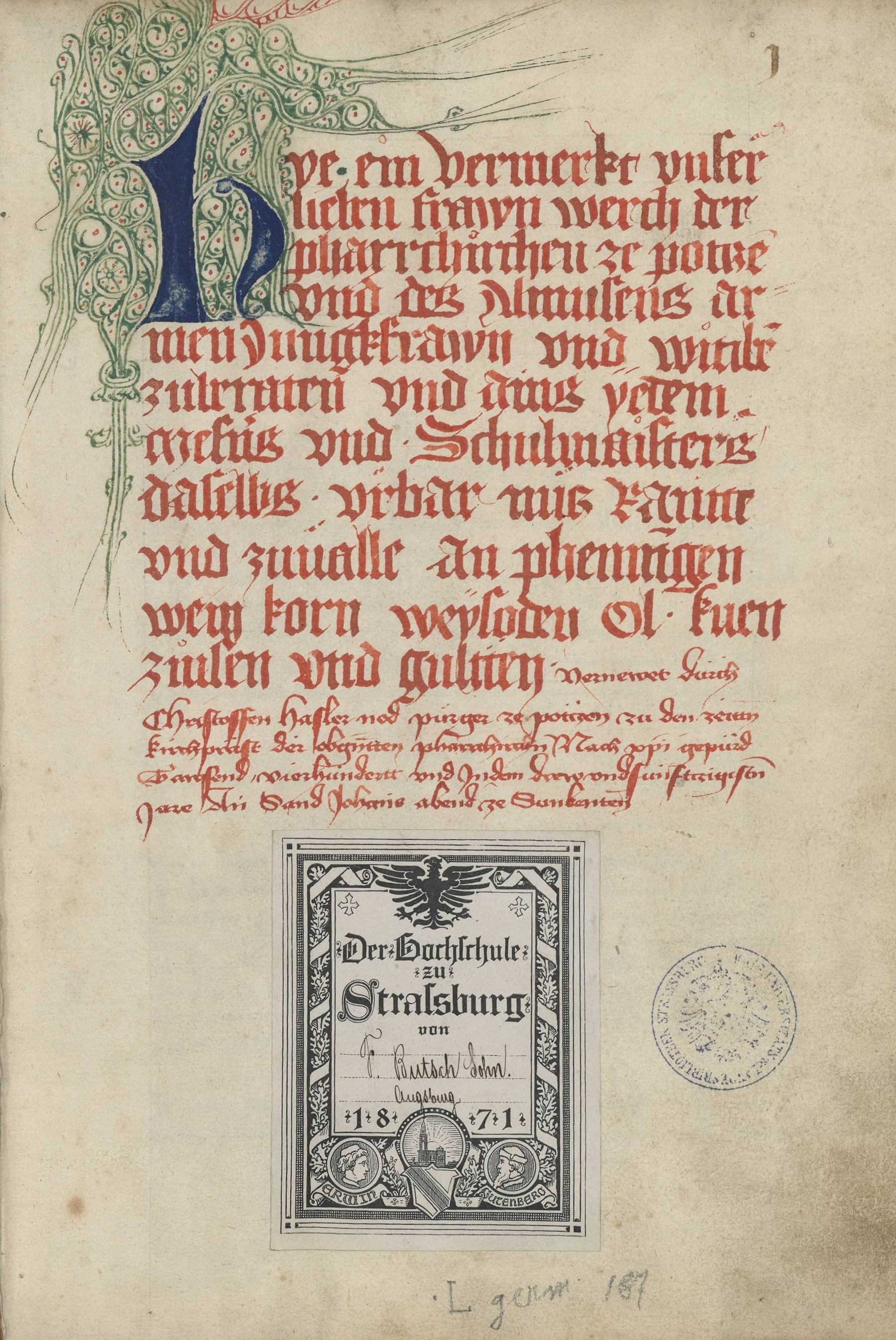
Le frontispice de l'Urbaire de l'église de 1453-60, conservé aujourd'hui à la BNU de Strasbourg.

L'église du Moyen Âge s’élevait sur les restes d'une basilique paléochrétienne du Ve siècle : la structure gothique fut complétée en 1517 par l'érection d’un clocher de style gothique tardif de 65 mètres, sur les plans de l'architecte Burkhard Engelberg d’Augsbourg. Remonte à la même période la chaire de style gothique tardif en grès, sculptée par le Souabe Hans von Schussenried ; partiellement détruite en 1943 par les bombardements alliés, elle a été reconstruite en 1949.

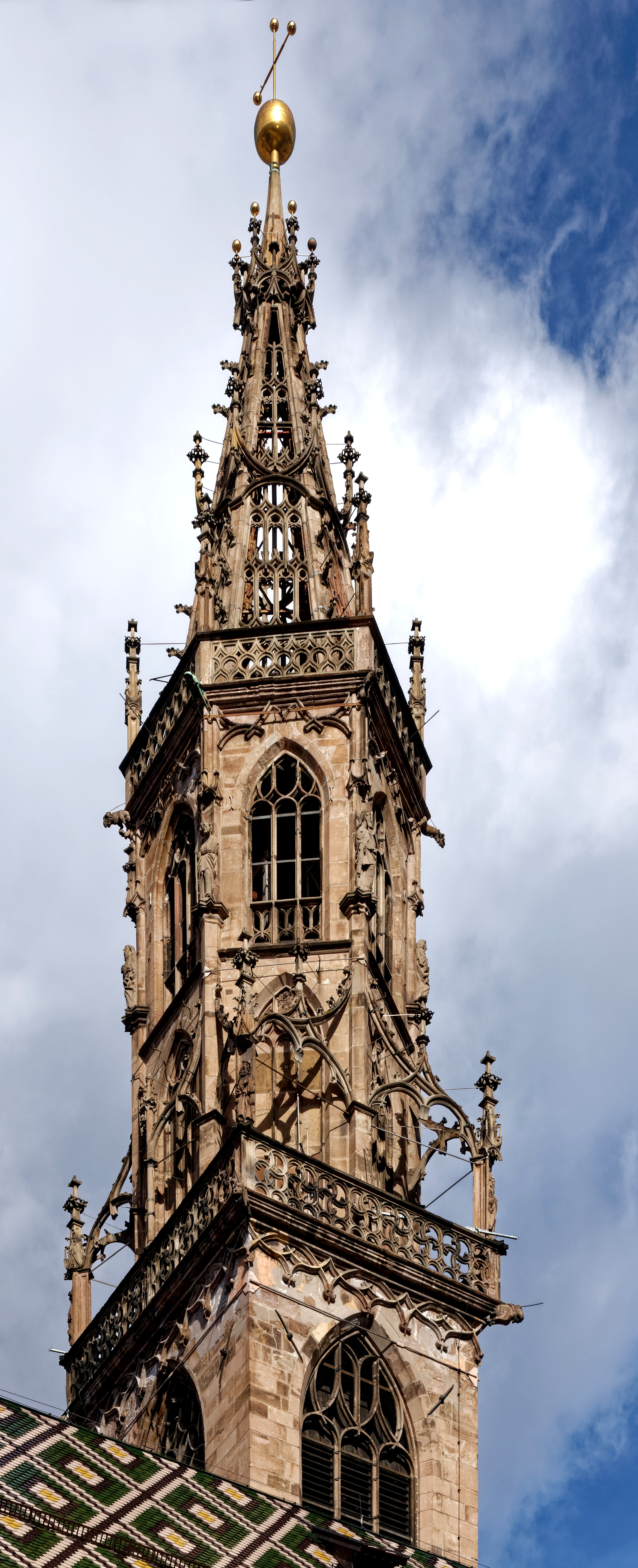
Le clocher de la cathédrale.

L'église de 1363 a acquis des fonctions mémoriales pour les Habsbourg, comme il est attesté dans son « Anniversaire liturgique ».
Le détaillé Urbaire de l'église paroissiale de 1453-60, rédigé par le notaire Christof Hasler le Jeune, est conservé à la Bibliothèque universitaire de Strasbourg depuis la fin du XIXe siècle.
À la suite des abondantes chutes de neige de l'hiver 2008, quelques tuiles se sont détachées du toit et sont tombées dans la cour qui se trouvait au-dessous ; une inspection minutieuse a permis de constater la situation précaire du toit en général et donc la nécessité absolue de travaux immédiats pour sa restructuration. La somme nécessaire pour la remise en état du toit (environ 1 million d'euros) a été rassemblée grâce à la générosité de tous les habitants auxquels a été offerte la possibilité d'acheter une tuile de la cathédrale au prix de 25 € ; des donations substantielles ont été faites aussi par la Province de Bolzano et la Fondation de la Caisse d'Épargne.

## Chapitre collégial
En 1717, sur ordre du prince évêque Johann Michael von Spaur, fut fondé un chapitre de chanoines (en allemand Stiftskapitel ou Kollegiatstift), qui à partir de 1723 fut dirigé par un « prévôt mitré », ainsi appelé puisque, dans les occasions solennelles, il portait la mitre, l’anneau et la crosse d'un abbé (le terme allemand est infulierter Propst, c'est-à-dire prévôt ceint de l’infule). Le dernier prévôt mitré fut Josef Kalser, tandis que le plus célèbre des chanoines de Bolzano fut Michael Gamper.

## Épitaphes
Dans la nef gauche de l'église est conservée une épitaphe de la Renaissance, celle de Wilhelm III von Henneberg-Schleusingen, mort à Salorno en 1480. La pierre tombale, remarquable par son expressivité et sa qualité artistique, fut commandée au sculpteur Erasmus Forster, sculptée à Gardolo près de Trente et placée dans la cathédrale en 1495-1496.
Dans le chœur de la cathédrale se trouve la pierre tombale de Rainier d’Autriche, vice-roi du royaume lombardo-vénitien, mort à Bolzano en 1853.

## Cloches

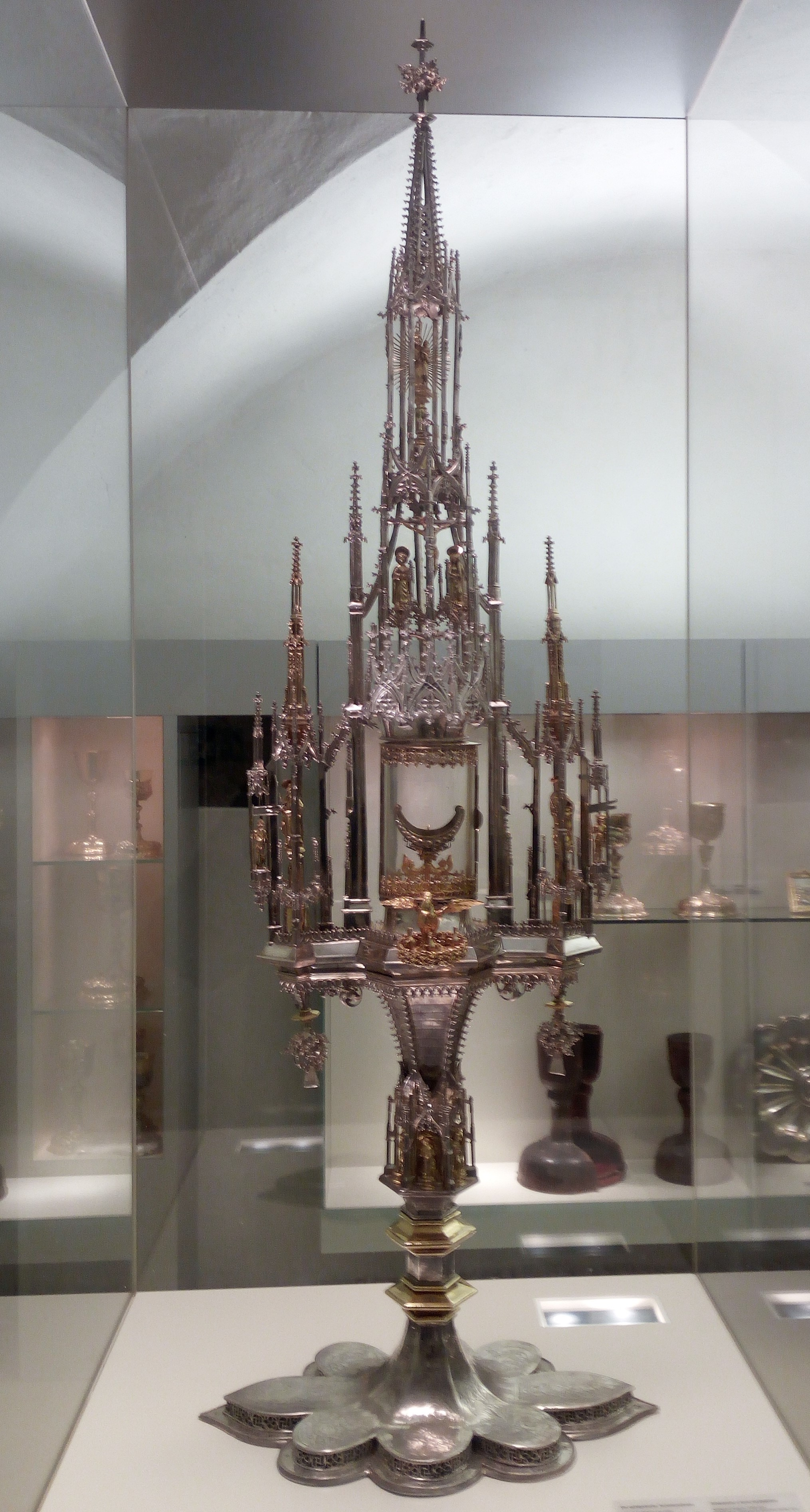
Monstrance dit du clocher de Bolzano (v. 1490), trésor du duomo.

Depuis 2010, le duomo possède un carillon de cloches particulier (glockenspiel), œuvre de l'artiste Ivo Radakovich d'Egna, réalisé par la célèbre fonderie Grassmayr d'Innsbruck. Il dispose de 25 cloches de petites et moyennes dimensions qui exécutent différentes mélodies chaque samedi et dimanche à 11 heures.

## Musée du duomo
Dans l’ancienne maison du prévôt situé à proximité de l'église s'est ouvert en 2007 le musée de la cathédrale qui permet d'admirer ses trésors et d'offrir un parcours historico-didactique sur l'histoire ecclésiastique de la ville.